# David Timor
David Timor Copoví (Carcaixent, 17 d'octubre de 1989) és un futbolista professional valencià que juga com a migcampista. Actualment juga al CE Eldenc.

## Trajectòria
Timor va formar-se a les files del València CF. Va jugar amb el València Mestalla a Segona Divisió B. El 2010 va fitxar pel CA Osasuna. La primera temporada la va jugar pràcticament amb el filial, a Segona B. Va debutar a primera divisió el 23 d'abril de 2011 en la derrota a casa contra el FC Barcelona per 0-2. El 2013 el CA Osasuna va cedir el jugador al Girona FC, que llavors jugava a Segona Divisió. L'any següent va fitxar pel Reial Valladolid, també de Segona Divisió. El 2016 va fitxar pel CD Leganés, de la primera divisió, però no hi va jugar cap partit. El 2017 va tornar a fitxar pel Girona FC. La temporada 2017-2018 va jugar 19 partits amb el Girona, i va marcar dos gols.
El 31 d'agost de 2018, darrer dia del mercat de fitxatges, va signar contracte per quatre anys per la UD Las Palmas de Segona Divisió. L'agost de l'any següent va fitxar pel Getafe CF de primera divisió. El 21 de gener de 2022, després que hagués jugat poc durant la temporada, va acabar contracte amb el club i en va signar un altre per dos anys i mig amb la SD Huesca tot just hores després.